# شان مندز (آلبوم)
شان مندز (یا از سوی دیگر شان مندز: آلبوم) (به انگلیسی: Shawn Mendes) آلبومی از هنرمند اهل کانادا شان مندز است. آلبوم در ۲۵ مه ۲۰۱۵ توسط آیلند رکوردز منتشر شد. این یک آلبوم پاپ شامل تأثیرات از ژانرهای پاپ راک، بلوز و آراندبی است.
آلبوم به‌طور کلی نقدهای مثبتی را از منتقدان موسیقی دریافت کرد و بسیاری بلوغ و جهت‌گیری جدید موسیقی مندز را ستایش کردند.